# Ždrelac
Ždrelac je manjše naselje na koncu severozahodnega dela otoka Pašman, ki upravno spada pod občino Pašman Zadrske županije.
Leži v zalivu sv. Luka in se širi do obale preliva Ždrilo, po katerem je vas dobila ime. V preteklosti je otoka Ugljan in Pašman ločila le morska plitvina, ki jo je bilo mogoče prebresti. Leta 1883 so plitvino poglobili in ustvarili umetni kanal Mali Ždrelac. 
Ob gradnji mostu preko kanala leta 1979 so ga razširili in poglobili. Most, ki danes povezuje oba otoka, je dolg 210 m. Skozi kanal lahko plujejo poleg ostalih plovil tudi manjši trajekti.
Prebivalci vasi Ždrelac se poleg turizma ukvarjajo še z vinogradništvom in gojenjem oljke.

## Demografija
| Pregled števila prebivalcev po letih | Pregled števila prebivalcev po letih | Pregled števila prebivalcev po letih | Pregled števila prebivalcev po letih | Pregled števila prebivalcev po letih | Pregled števila prebivalcev po letih | Pregled števila prebivalcev po letih | Pregled števila prebivalcev po letih | Pregled števila prebivalcev po letih | Pregled števila prebivalcev po letih | Pregled števila prebivalcev po letih | Pregled števila prebivalcev po letih | Pregled števila prebivalcev po letih | Pregled števila prebivalcev po letih | Pregled števila prebivalcev po letih |
| ------------------------------------ | ------------------------------------ | ------------------------------------ | ------------------------------------ | ------------------------------------ | ------------------------------------ | ------------------------------------ | ------------------------------------ | ------------------------------------ | ------------------------------------ | ------------------------------------ | ------------------------------------ | ------------------------------------ | ------------------------------------ | ------------------------------------ |
| 1857                                 | 1869                                 | 1880                                 | 1890                                 | 1900                                 | 1910                                 | 1921                                 | 1931                                 | 1948                                 | 1953                                 | 1961                                 | 1971                                 | 1981                                 | 1991                                 | 2001                                 |
| 260                                  | 280                                  | 296                                  | 320                                  | 406                                  | 459                                  | 506                                  | 471                                  | 561                                  | 525                                  | 436                                  | 420                                  | 288                                  | 258                                  | 245                                  |